# Holubivka, Ukraina
Holubivka (tiếng Ukraina: Голубівка) là một thành phố của Ukraina. Thành phố này thuộc tỉnh Luhansk. Thành phố này có diện tích ? km2, dân số theo điều tra dân số năm 2001 là 35199 người.